# سيرجيو كابراري
سيرجيو كابراري (بالإيطالية: Sergio Caprari)‏ (11 يوليو 1932 – 12 أكتوبر 2015) هو ملاكم إيطالي راحل، مثّل بلاده في الألعاب الأولمبية الصيفية 1952 وحقق الميدالية الفضية في فئة وزن الريشة.

## روابط خارجية
سيرجيو كابراري على موقع بوكس ريك (الإنجليزية) (registration required)
- سيرجيو كابراري على موقع أوليمبيديا (الإنجليزية)
- سيرجيو كابراري على موقع اللجنة الأولمبية الإيطالية (الإيطالية)